# (6533) Giuseppina
(6533) Giuseppina es un asteroide perteneciente al cinturón de asteroides, descubierto el 24 de febrero de 1995 por Carl W. Hergenrother desde la Estación Astronómica Catalina, Arizona, Estados Unidos.

## Designación y nombre
Designado provisionalmente como 1995 DM1. Fue nombrado por Josephine Hergenrother (n. 1949), cuyo nombre de soltera es Guiseppina Fratarcangeli, quien es la madre del descubridor.

## Características orbitales
Giuseppina está situado a una distancia media del Sol de 2,638 ua, pudiendo alejarse hasta 2,735 ua y acercarse hasta 2,540 ua. Su excentricidad es 0,037 y la inclinación orbital 22,761 grados. Emplea 1564,64 días en completar una órbita alrededor del Sol.
Pertenece a la familia de asteroides de (480) Hansa.

## Características físicas
La magnitud absoluta de Giuseppina es 13,15. Tiene 7,724 km de diámetro y su albedo se estima en 0,142.